# Terry Hennessey
Terry Hennessey, właśc. William Terrence Terry Hennessey (ur. 1 września 1942 w Llay, zm. 8 sierpnia 2025) – walijski piłkarz grający na pozycji obrońcy, reprezentant Walii, trener.

## Kariera zawodnicza
Terrry Hennessey karierę rozpoczynał jako junior w Birmingham City, a od 1959 zaczął grać w profesjonalnej drużynie klubu. Z Birmingham City zdobył w edycji 1962/1963 Puchar Ligi Angielskiej, a także dwukrotnie docierał do finału Pucharu Miast Targowych (1960, 1961). Dla zespołu rozegrał 178 meczów i strzelił 3 gole w lidze.
W listopadzie 1965 roku przeniósł się do Nottingham Forest, gdzie został kapitanem zespołu. Rozegrał dla tego zespołu 159 meczów ligowych i strzelił 5 goli w lidze. Następnie w 1970 roku przeniósł się do Derby County, z którym zdobył mistrzostwo Anglii w sezonie 1971/1972, a także dotarł do półfinału Pucharu Europy w sezonie 1972/1973. Rozegrał tam 63 mecze i strzelił 4 gole. Potem w 1973 roku przeniósł się Tamworth, gdzie w tym samym roku zakończył karierę piłkarską.

### Kariera reprezentacyjna
Terrry Hennessey w reprezentacji Walii w latach 1962–1972 rozegrał 38 meczów.

## Sukcesy piłkarskie

### Birmingham City
- Puchar Ligi Angielskiej: 1963
- Finał Pucharu Miast Targowych: 1960, 1961

### Derby County
- Mistrzostwo Anglii: 1972

## Kariera trenerska
Terry Hennessey krótko po zakończeniu kariery rozpoczął karierę trenerską w klubie Tamworth, którego prowadził w latach 1974–1978. Potem wyjechał do USA, gdzie został trenerem grającej w lidze NASL drużyny Tulsa Roughnecks (1978-1980, 1980-1981 (asystent trenera), 1981-1983), z którą w sezonie 1983 zdobył mistrzostwo USA. Potem był trenerem australijskiego Melbourne Knights (1986-1987) oraz niemieckiego Heidelbergu (1987-1988).

## Sukcesy trenerskie

### Tulsa Roughnecks
- Mistrz USA: 1983